# Isoetes flaccida
Isoetes flaccida är en kärlväxtart som beskrevs av Robert James Shuttleworth. Isoetes flaccida ingår i släktet braxengräs, och familjen Isoetaceae.

## Underarter
Arten delas in i följande underarter:
- I. f. alata
- I. f. chapmanii